# Мигел Анхел Астуриас
Мигел Анхел Астуриас Росалес (на испански: Miguel Ángel Asturias Rosales) е гватемалски писател, поет и дипломат, получил Нобелова награда за литература през 1967 г.
Той е баща на Родриго Астуриас, партизанин и политик.

## Биография и творчество
Мигел Анхел Астуриас е роден през 1899 г. в град Гватемала. От 1904 до 1908 г. семейството му живее в Салама. От 1917 г. той учи право в Университета „Сан Карлос“ в Гватемала, като през 1920 участва в бунтове срещу диктатора Мануел Естрада Кабрера. Дипломира се през 1923 г. и заминава за Париж, където учи етнология в Парижкия университет. Там се включва в групата на сюрреалистите, под влиянието на нейния водач Андре Бретон. През 1930 г. издава „Leyendas de Guatemala“, която му донася одобрението на критиката.

Астуриас се връща в Гватемала през 1933 г., след което работи като журналист, води основано от него радиопредаване и пише поезия. През 1946 г. постъпва на дипломатическа служба и работи в няколко страни в Латинска Америка. След свалянето на президента Хакобо Арбенс през 1954 г. е принуден да напусне страната до възстановяването на демократичния режим през 1966. През следващите години Астуриас е посланик в Париж (1966 – 1970), където остава да живее и след това. През 1966 г. получава Ленинска награда за мир, а през 1967 г. – Нобелова награда за литература.
Мигел Анхел Астуриас умира през 1974 г. в Мадрид. Погребан е в гробището Пер Лашез в Париж.

## Произведения
- „Arquitectura de la vida nueva“ (1928)
- „Leyendas de Guatemala“ (1930)
Гватемалски легенди, изд.: Народна култура, София (1976), прев. Тодор Нейков
- „Sonetos“ (1936)
- „El señor Presidente“ (1946)
Сеньор Президентът, изд.: Народна култура, София (1971), прев. Валентина Рафаилова
- „Hombres de maíz“ (1949)
- „Viento fuerte“ (1950)
- „Carta Aérea a mis amigos de América“ (1952)
- „El papa verde“ (1954)
Зеленият папа, изд. „НС на ОФ“ София (1959), прев. Мария Николова
- „Week-end en Guatemala“ (1956)
Уикенд в Гватемала, изд.: Народна младеж, София (1978), прев. Тамара Такова
- „Los ojos de los enterrados“ (1960)
Очите на погребаните, изд. „Партиздат“ София (1973), прев. Стефан Д. Савов
- „El alhajadito“ (1961)
- „Mulata de tal“ (1963)
- „Rumania, su nueva imagen“ (1964)
- „Latinoamérica y otros ensayos“ (1968)
- „Malandrón“ (1969)
- „Viernes de Dolores“ (1972)
- „América, fábula de fábulas“ (1972)
- „Sociología guatemalteco“ (1977)
- „Tres de cuatro soles“ (1977)